# ویرهاوزر
ویرهاوزر (انگلیسی: Weyerhaeuser) شرکت سرمایه‌گذاری املاک و مستغلات آمریکایی است، که در سال ۱۹۰۰ تأسیس شد.